# 島袋美由利
島袋 美由利（しまぶくろ みゆり、1994年12月6日 - ）は、日本の女性声優。沖縄県宜野湾市出身。大沢事務所所属。

## 来歴
昔から影響を受けやすいタイプで、保育園時代は「幼稚園時代は幼稚園教諭」というわかりやすい感じだったため、それで保育園の教諭になりたかった。小学生の頃は美山加恋が草彅剛と共演していたテレビドラマを観て、子役に憧れていた。最初に観ていた深夜アニメは中学2年生の時に観ていた『とらドラ!』。弟と一緒に『イナズマイレブン』、『黒子のバスケ』なども観ていた。同時にテレビアニメ『学園アリス』も好きだったという。
明確に声優を目指したきっかけになったものはないが、島袋自身がアニメが好きだったこと、あと声優志望の友人が何人かおり、それでつられて「なりたい」と思ったり、色々なもの積み重なり、「声優が気になっていたのかな」と語る。
沖縄県に住んでいた時に、専門学校で月に1回ほど開催されていた特別授業に足を運んでいたりしていた。その後、沖縄から上京したが、親にも「声優になりたい」と言い出せず、体験授業に参加していても恥ずかしがり屋で声も出せない感じだったため、一度は上京するタイミングでは断念していた。ある日、「自分は何もしていないな」、「上京したのにバイトしかしていないな」と思うことがあり、その後はワークショップに通ったりするようになった。その後、養成所に通い始める。
2017年、『キラキラ☆プリキュアアラモード』でデビュー。『キラキラ☆プリキュアアラモード』に出演していた時、主演を務めていた美山加恋とは挨拶だけしていたが、美山に会えたことについては嬉しかったという。2020年、第14回声優アワードで新人女優賞を受賞。

## 人物
（スポーツ以外は）左利き。

## 出演
太字はメインキャラクター。

### テレビアニメ
2017年
- キラキラ☆プリキュアアラモード（演劇部員B）
- パズドラクロス（生徒）

2018年
- スロウスタート（生徒）
- 宇宙よりも遠い場所（女子生徒）
- 魔法使いの嫁（ヨセフ村の人々）
- 遊☆戯☆王VRAINS（2018年 - 2019年、上白河綺久）
- 斉木楠雄のΨ難（サッチ）
- はねバド!（荒垣なぎさ）
- バキ（女子生徒）
- はるかなレシーブ（遠井成美）
- 音楽少女（具志堅シュープ）
- ゆらぎ荘の幽奈さん（湯ノ花幽奈）
- 寄宿学校のジュリエット（少女、女子生徒、女の子）
- となりの吸血鬼さん（吸血鬼長女）
- ツルネ シリーズ（2018年 - 2023年、花沢ゆうな） - 2シリーズ
- 学園BASARA（女の子2）
- ゴブリンスレイヤー（2018年 - 2023年、勇者） - 2シリーズ

2019年
- 荒野のコトブキ飛行隊（アディ）
- revisions リヴィジョンズ（女の子）
- キャロル&チューズデイ（キャロル）
- フルーツバスケット（2019年 - 2020年、草摩由希〈幼少期〉） - 2シリーズ
- 賢者の孫（アウグスト＝フォン＝アールスハイド〈幼少期〉）
- グランベルム（小日向満月）
- とある科学の一方通行（木寺実莉）
- 超人高校生たちは異世界でも余裕で生き抜くようです!（子供A、アイリ）

2020年
- 痛いのは嫌なので防御力に極振りしたいと思います。（2020年 - 2023年、通知、シロップ、クロムの仲間C、剣使い、レイ 他） - 2シリーズ
- ID:INVADED イド:インヴェイデッド（鳴瓢椋）
- ドロヘドロ（命を与える魔法使い）
- 名探偵コナン（2020年 - 2023年、女性、永峯麻也子）
- それいけ!アンパンマン（タヌキの子供）
- ギャルと恐竜（楓）
- ハクション大魔王2020（与田山カン太郎）
- A3!（観客）
- LISTENERS リスナーズ（サリー・シンプソン）
- 炎炎ノ消防隊 シリーズ（2020年 - 2025年、因果春日谷） - 2シリーズ
- クレヨンしんちゃん（あきぽよ）
- ミュークルドリーミー（2020年 - 2021年、杉山遼仁〈3歳・幼少期〉）

2021年
- スケートリーディング☆スターズ（篠崎怜鳳〈小学生〉）
- はたらく細胞!!（毛母細胞・坊や）
- はたらく細胞BLACK（糸球体）
- ワンダーエッグ・プライオリティ（志乃）
- 裏世界ピクニック（市川夏妃）
- 弱キャラ友崎くん（花火のアナウンス）
- さよなら私のクラマー（恩田希 ）
- 幼なじみが絶対に負けないラブコメ（志田蒼依）
- 新幹線変形ロボ シンカリオンZ（2021年 - 2022年、中洲ヤマカサ）
- スライム倒して300年、知らないうちにレベルMAXになってました（マースラ）
- ヴァニタスの手記（2021年 - 2022年、ルイ） - 2シリーズ
- 出会って5秒でバトル（多々良りんご）
- 魔法科高校の優等生（佐埜今日子）
- ふしぎ駄菓子屋 銭天堂（山辺より）
- 見える子ちゃん（森野）

2022年
- からかい上手の高木さん3（飯野、女子生徒B）
- デリシャスパーティ♡プリキュア（2022年 - 2023年、レシピッピ、長瀬えな、本間ともえ）
- 金装のヴェルメイユ〜崖っぷち魔術師は最強の厄災と魔法世界を突き進む〜（コハクミヤ）
- ヤマノススメ Next Summit（女子B、クラスメイト、登山客B）
- 機動戦士ガンダム 水星の魔女（2022年 - 2023年、アリヤ・マフヴァーシュ） - 2シリーズ
- 虫かぶり姫（クリストファー〈少年〉）
- ぼっち・ざ・ろっく!（ひとりのファン2号、ライブの観客）

2023年
- 氷属性男子とクールな同僚女子（TVアナウンサー）
- REVENGER（太郎吉）
- 【推しの子】（2023年 - 2024年、看護師）- 2シリーズ
- 白聖女と黒牧師（幼少期ローレンス、女性客）
- レヱル・ロマネスク2（なこ）
- ダークギャザリング（ドロシー）
- ちいかわ（2023年 - 2024年、シーサー）
- ひきこまり吸血姫の悶々（アマツ・カルラ）
- アンダーニンジャ（雲隠十一、7人衆4）

2024年
- 結婚指輪物語（2024年 - 、ネフリティス） - 2シリーズ
- 声優ラジオのウラオモテ（川岸若菜）
- Re:Monster（鍛冶師さん）
- 夜のクラゲは泳げない（高梨・キム・アヌーク・めい）
- アイドルマスター シャイニーカラーズ（姉）
- WIND BREAKER（佐狐〈小学生〉）
- 魔法科高校の劣等生（店員）
- 小市民シリーズ（2024年 - 2025年、吉口） - 2シリーズ
- カードファイト!! ヴァンガード Divinez（クオン幼少期）
- 異世界失格（エルル）
- 妖怪学校の先生はじめました!（マンドラゴラ、小泉）

2025年
- もめんたりー・リリィ（咲耶あやめ）
- 花は咲く、修羅の如く（薄頼瑞希）
- 沖縄で好きになった子が方言すぎてツラすぎる（比嘉すず）
- チ。-地球の運動について-（ドゥラカ）
- わたしの幸せな結婚（薄刃澄美〈幼少期〉）
- ロックは淑女の嗜みでして（黒鉄音羽）
- LAZARUS ラザロ（ドローン）
- その着せ替え人形は恋をする Season 2（十六夜ありさ）
- 地獄先生ぬ〜べ〜（木村愛美）
- ふたりソロキャンプ（厳〈少年期〉）
- アン・シャーリー（バーサ・シャーリー）
- 追放者食堂へようこそ!（フィオレンツァ）

### 劇場アニメ
2018年
- さよならの朝に約束の花をかざろう（巫女）
- リズと青い鳥（吹奏楽部員）

2020年
- どうにかなる日々

2021年
- 映画 さよなら私のクラマー ファーストタッチ（恩田希）
- 劇場版 抱かれたい男1位に脅されています。〜スペイン編〜（芽依）
- サマーゴースト（春川あおい）
- 神在月のこども（猫神）

2022年
- 劇場版 からかい上手の高木さん
- 劇場版ツルネ -はじまりの一射-（花沢ゆうな）
- 映画 デリシャスパーティ♡プリキュア 夢みる♡お子さまランチ!（おむすびのレシピッピ）
- THE FIRST SLAM DUNK（宮城リョータ〈少年期〉）

2024年
- デッドデッドデーモンズデデデデデストラクション（出元亜衣） - 前後章
- ゼーガペインSTA（ツクルナ）
- 映画 ラブライブ!虹ヶ咲学園スクールアイドル同好会 完結編（赤嶺天） - 全3章

### OVA
- ゆらぎ荘の幽奈さん（2018年 - 2020年、湯ノ花幽奈） - コミックス第11・12・13・24巻アニメBD同梱完全受注限定版
- フラグタイム（2019年[67]）

### Webアニメ
- 虫籠のカガステル（2020年、ニム）
- ぶらどらぶ（2021年、辻本貴子）
- ぼくのデーモン（2023年、橘剣斗）
- ネガティヴハッピィ（2024年、ハナコ / 楠華子[68][69]）
- T・Pぼん（2024年、ウル・ドゥムジ）
- タコピーの原罪（2025年、同級生[70]）

### ゲーム
2017年
- 天華百剣 -斬-（夢切り国宗）

2018年
- クイズRPG 魔法使いと黒猫のウィズ（マチア・ジェローシェ）
- ソードアート・オンライン フェイタル・バレット
- ゆらぎ荘の幽奈さん 湯けむり迷宮（湯ノ花幽奈）
- 共闘ことばRPG コトダマン（2018年 - 2024年、シュウマツテイル、ホラ雪姫、ヴェレシュ、ファン2号）

2019年
- エンゲージプリンセス（藍姫）
- ルルアのアトリエ 〜アーランドの錬金術士4〜（ルルア〈エルメルリア・フリクセル〉）
- ゆらぎ荘の幽奈さん ドロロン温泉大紀行（湯ノ花幽奈）
- アズールレーン（デューイ）
- 音楽少女（具志堅シューブ）
- アトリエオンライン 〜ブレセイルの錬金術士〜（ルルア）

2020年
- きららファンタジア（遠井成美）

2021年
- DEAD OR ALIVE Xtreme Venus Vacation（ななみ）
- 陰陽師 決戦平安京（小松丸）

2022年
- ゴブリンスレイヤー エンドレスハンティング（勇者）
- ワールドフリッパー（ルイリーズ）

2023年
- モンスターユニバース（アリア）

2024年
- グランブルーファンタジー（ベルソー）
- ゴブリンスレイヤー -ANOTHER ADVENTURER- NIGHTMARE FEAST（コナン、勇者）
- リバースブルー×リバースエンド（プロブレム）
- プリンセスコネクト!Re:Dive（サツキ）

2025年
- アサシン クリード シャドウズ（藤林奈緒江）

### ドラマCD
- 高嶺と花（2019年、藤原光子） - コミックス第13巻ドラマCD付き限定版
- Memories of Love（2020年、鳴瓢椋[83]） - 『ID：INVADED』Blu-ray BOX下巻付録
- THE IDOLM@STER  MILLION THE@TER WAVE 12 ダイヤモンドダイバー◇（2020年、男の子）
- 痛いのは嫌なので防御力に極振りしたいと思います。（2021年、シロップ[84]） - 小説第11巻ドラマCD付き特装版
- 機動戦士ガンダム 水星の魔女 スペシャルドラマCD（2023年、アリヤ・マフヴァーシュ[85]） - Blu-ray特装限定版封入特典

### 吹き替え
- メリーハッピーとんでもホリデー (ドニー)
- ゲット・イーブン 〜タダで済むと思った?〜 (マーゴ)
- BULL / ブル 法廷を操る男
- 龍族 -The Blazing Dawn-（2024年、酒徳麻衣）
- 転生宗主の覇道譚 〜すべてを呑み込むサカナと這い上がる〜（2025年、陸雯晴〈ルー・ウェンチン〉[47]）

### ラジオ
※はインターネット配信。
- ゆらぎ荘の美由利さん〜お風呂に入る時はひだりてから〜（2018年、YouTube※・アニメ公式サイト※）[86]
- ラジオどっとあい 島袋美由利みょうりにつきます。（2019年、AG-ON Premium・超!A&G+※）[87]
- 下地紫野と島袋美由利の「ふたラジ!!」（2020年、超!A&G+）[88]
- 島袋美由利の無為自然のはずだったのに…（2021年、超!A&G+※）[89]
- 「花は咲く、修羅の如く」SMGラジオ（2024年 - 、音泉※・YouTube※）[90]
- トークも淑女の嗜みでして（2025年 、YouTube※）[91]

### インターネットテレビ
- もりバド!（大和田仁美と島袋美由利の「はねバド!」そしてバドミントンを盛り上げる特別番組）（2018年、YouTube）[92]
- FALZONI PLUS lady's feat.島袋美由利（2025年、ニコニコチャンネルプラス・YouTube）

### CM
- 電撃文庫 モバイル・ソウル（ナレーション）
- GA文庫 友達の妹が俺にだけウザい PV第2弾（ナレーション）

### テレビ番組
- NHK高校講座 総合的な探究の時間（ナレーション）

### ボイスコミック
- 公女殿下の家庭教師 ボイスコミック（エリー[93]）
- 墜落JKと廃人教師（2023年、板見薫子[94]）

### 舞台
- 集団NO PLAN 第8回朗読公演「花散里～冷華～」（2020年8月8日・9日、南大塚ホール）

### パチスロ
- ゼーガペイン2（2022年、ツクルナ[95]）

## ディスコグラフィ

### キャラクターソング
| 発売日   | 商品名                                  | 歌                                                                         | 楽曲                                     | 備考                                                 |
| 2018年   | 2018年                                  | 2018年                                                                     | 2018年                                   | 2018年                                               |
| -------- | --------------------------------------- | -------------------------------------------------------------------------- | ---------------------------------------- | ---------------------------------------------------- |
| 6月6日   | ON STAGE LIFE                           | 音楽少女                                                                   | 「ON STAGE LIFE」                        | テレビアニメ『音楽少女』挿入歌                       |
| 6月6日   | ON STAGE LIFE                           | 音楽少女                                                                   | 「ON STAGE LIFE (Taishi ReMix)」         | テレビアニメ『音楽少女』関連曲                       |
| 7月25日  | お願いマーガレット                      | 音楽少女                                                                   | 「お願いマーガレット」                   | テレビアニメ『音楽少女』挿入歌                       |
| 7月25日  | Happen〜木枯らしに吹かれて〜            | 湯ノ花幽奈（島袋美由利）、宮崎千紗希（鈴木絵理）、雨野狭霧（高橋李依）     | 「Happen〜木枯らしに吹かれて〜」         | テレビアニメ『ゆらぎ荘の幽奈さん』エンディングテーマ |
| 7月25日  | Happen〜木枯らしに吹かれて〜 湯ノ花幽奈 | 湯ノ花幽奈（島袋美由利）                                                   | 「Happen〜木枯らしに吹かれて〜」 「own」 | テレビアニメ『ゆらぎ荘の幽奈さん』関連曲             |
| 8月1日   | 輝け Make up! Shine☆                    | 具志堅シュープ（島袋美由利）                                               | 「輝け Make up! Shine☆」                 | テレビアニメ『音楽少女』挿入歌                       |
| 8月1日   | 輝け Make up! Shine☆                    | 具志堅シュープ（島袋美由利）                                               | 「太陽（てぃーだ）の花」                 | テレビアニメ『音楽少女』関連曲                       |
| 8月8日   | シャイニング・ピース                    | 音楽少女                                                                   | 「シャイニング・ピース」                 | テレビアニメ『音楽少女』エンディングテーマ           |
| 8月8日   | シャイニング・ピース                    | 音楽少女                                                                   | 「シャイニング・ピース (Taishi ReMix)」  | テレビアニメ『音楽少女』関連曲                       |
| 9月26日  | シャイニング・ピーシーズ                | 音楽少女                                                                   | 「シャイニング・ピース」                 | テレビアニメ『音楽少女』挿入歌                       |
| 9月26日  | シャイニング・ピーシーズ                | 具志堅シュープ（島袋美由利）                                               | 「シャイニング・ピース」                 | テレビアニメ『音楽少女』関連曲                       |
| 9月26日  | ゆらぎ荘の幽奈さん BD・DVD第1巻特典CD   | 湯ノ花幽奈（島袋美由利）                                                   | 「はみんぐあうと♪」                      | テレビアニメ『ゆらぎ荘の幽奈さん』関連曲             |
| 10月31日 | 音楽少女 BD第2巻特典CD                  | 西尾未来（岡咲美保）、雪野日陽（大野柚布子）、具志堅シュープ（島袋美由利） | 「happy ice cream」                      | テレビアニメ『音楽少女』関連曲                       |
| 2020年   |                                         |                                                                            |                                          |                                                      |
| 4月5日   | 恐竜あげみざわ☆/Peaceful Days           | 恐竜フレンズ                                                               | 「恐竜あげみざわ☆」                      | テレビアニメ『ギャルと恐竜』オープニングテーマ       |
| 4月29日  | 百華繚乱 弐                             | 亀甲貞宗（吉岡麻耶）、敦賀正宗（広瀬ゆうき）、夢切り国宗（島袋美由利）     | 「誰よりもそばに…。」                    | ゲーム『天華百剣 -斬-』関連曲                        |